# Papphocker

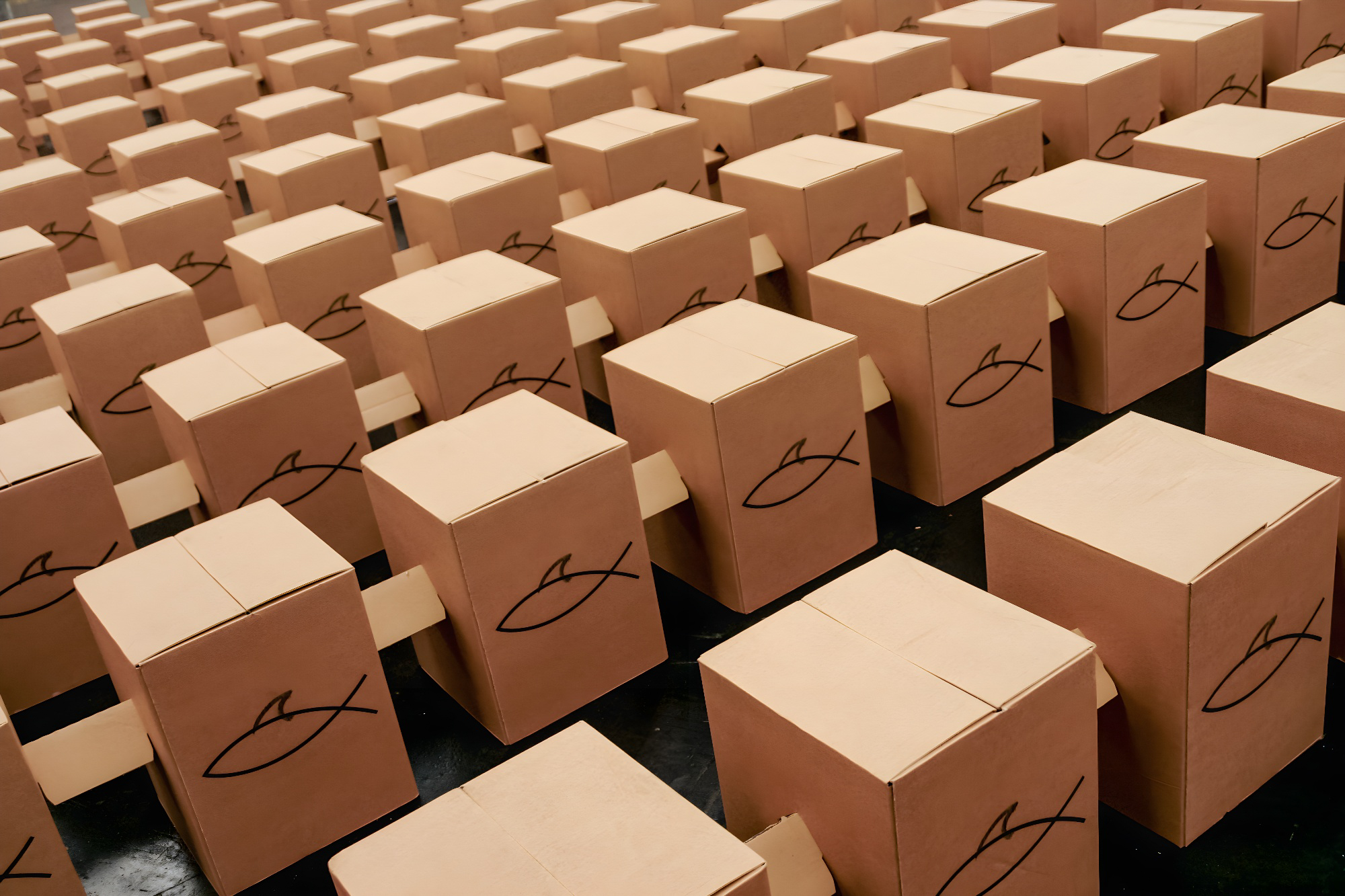
Papphocker auf dem Deutschen Evangelischen Kirchentag 2007 in Köln (mit Verbindungselement)

Ein Papphocker oder Kirchentagshocker ist ein Kartonmöbel zum Sitzen, das zur schnellen und kostengünstigen Bestuhlung von großen Hallen beispielsweise beim Deutschen Evangelischen Kirchentag und beim Katholikentag verwendet wird. Es handelt sich um einen einfachen quaderförmigen Hocker aus Wellpappe, der sich mit wenigen Handgriffen zusammenstecken und auseinanderfalten lässt. 

## Vorteile
Papphocker sind einfach herzustellen, zu transportieren und aufzubauen. Sie sind leicht und kostengünstig. Aufgrund ihrer Form kann man sie leicht zusammenstellen und stapeln. Umgedreht kann man Papphocker als Aufbewahrungsbehälter nutzen. Bedruckt eignen sie sich als Werbefläche.

## Bauweise

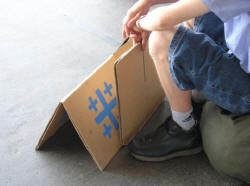
Zusammenfalten und mitnehmen (Hannover 2005)

Es existieren unterschiedliche Konstruktionen von Papphockern. In Hinblick auf den hauptsächlich mobilen Einsatzcharakter des Papphockers können einteilige von mehrteiligen Konstruktionen unterschieden werden, welche den Umfang des Aufbauens sowie Transport und Lagerung erheblich beeinflussen.
Bei einteiligen Konstruktion bestehen die Papphocker aus einem einzigen Stück Wellpappe, in dem alle für die Stabilität wichtigen Flächen und stützenden Teile vorhanden sind.  Der schnelle Aufbau erfolgt durch einfaches Zusammendrücken und Falten. Mehrteilige Konstruktionen bestehen meist aus einem Umkarton sowie separat zusammensteckbaren Stützkreuzen bzw. Stegen, welche in den Umkarton einzubauen sind. Diese Stützkreuze geben dem Papphocker eine deutlich größere Stabilität.

## Geschichte
Die Idee, einfache  Hocker aus Wellpappe bei kirchlichen Veranstaltungen zu verwenden, stammt von Friedrich Karl Barth, dem ehemaligen Leiter der „Beratungsstelle für Gestaltung von Gottesdiensten und anderen Gemeindeveranstaltungen“ in Frankfurt am Main. Zusammen mit einem Organisationsteam des Evangelischen Kirchentages stand er vor dem Problem, eine angemessene Bestuhlung für die „liturgische Nacht“ bereitzustellen. Da versucht werden sollte, ein neuartiges Raumkonzept umzusetzen, konnte man nicht auf eine herkömmliche Bestuhlung zurückgreifen, weil diese nicht die benötigte Flexibilität in der Raumgestaltung gewährleistete. Der Versuch, hierfür auf Luftmatratzen und Bierkisten als Sitzmöbel zurückzugreifen, erwies sich als wenig befriedigend. 
Basierend auf dieser Erfahrung entwickelte Barth den Entwurf des ersten Papphockers. Auf dem Kirchentag 1975 in Frankfurt wurde diese Idee zum ersten Mal umgesetzt. Für die „liturgische Nacht“ wurden von der Firma „Stabernack“ die ersten 2.500 Papphocker geliefert und fanden von Beginn an regen Zuspruch. Die einfachen, in ihrer Verwendung flexiblen Papphocker fanden ab 1975 zunehmend Verwendung auf kirchlichen Großveranstaltungen. 
Obwohl Friedrich Karl Barth und die evangelische Kirche die Erfindung des Papphockers zu Recht für sich reklamieren dürfen, wurde die Erteilung eines Patents nie gesucht und erwirkt. Ebenso wenig kam es zu einer Serienfertigung des Hockers, da jede Kartonagenfirma derartige Hocker kurzfristig nach Bedarf herstellen kann, es bedarf nur des Schnittmusters.
Maßgeblich verantwortlich für die Verbreitung und den langjährigen Einsatz des Papphockers auf evangelischen Kirchentagen ist Heinz Steege, der von 1970 bis 1998 als Organisationsleiter des Kirchentages fungierte. Im Laufe der Jahre ließ er an die 750.000 derartiger Papphocker aufstellen. Das Konzept überzeugte und so fanden sich derartige Papphocker bald an diversen anderen Veranstaltungsorten.